# Austrochilus manni
Austrochilus manni és un gènere de la família dels austroquílids (Austrochilidae). Fou descrita per primera vegada l'any. Aquesta espècie és endèmica del Xile. Es troba a les regions de Valparaíso i de Coquimbo. Aquesta espècie és anomenada així en honor de Guillermo Mann Fischer (1919-1967). El mascle holotip mesura 10,65 mm i la femella 9,04 mm.